# Lethrus scoparius
Lethrus scoparius är en skalbaggsart som beskrevs av Fischer von Waldheim 1822. Lethrus scoparius ingår i släktet Lethrus och familjen tordyvlar. Inga underarter finns listade i Catalogue of Life.